# آلة سياسية

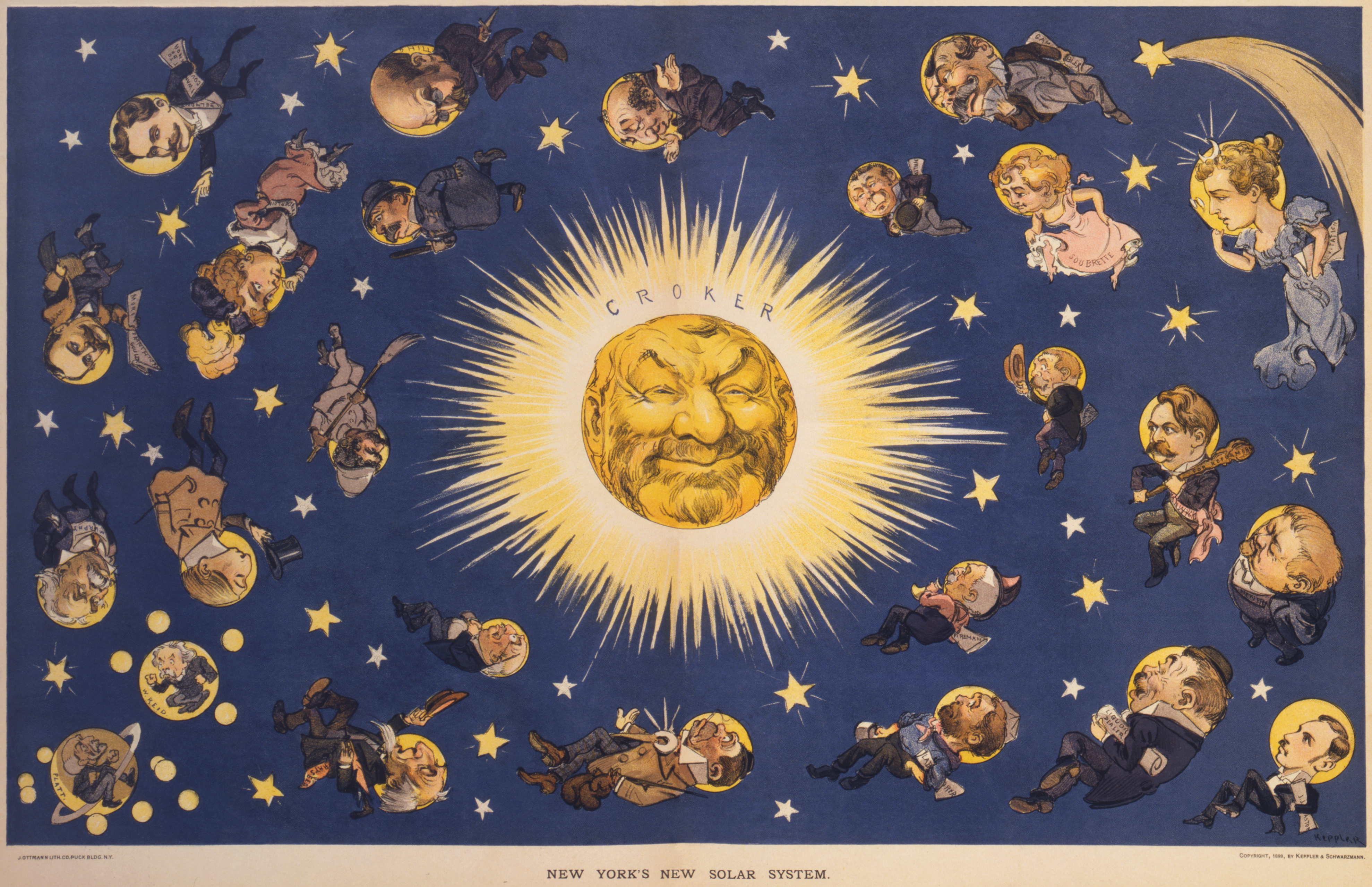
في هذا الكاركاتير بمجلة بوك عام 1899، يدور جميع ساسة مدينة نيويورك حول الرئيس ريتشارد كروكر.

الآلة السياسية هي تنظيم سياسي تصدر فيه جماعة صغيرة أو رئيس مستبد أوامر للحصول على دعم مجموعة من جهات الدعم والشركات (تتألف عادةً من العاملين في الحملات) ممن يحصلون على مكافآت مقابل جهودهم. وتعتمد قوة هذه الآلة على قدرة العاملين على جمع الأصوات لمرشحيهم يوم الانتخابات.
ورغم أن هذه العناصر مشتركة لدى معظم المنظمات والأحزاب السياسية، فإنها ضرورية للآلات السياسية التي تعتمد على الهيكل الهرمي والمكافآت مقابل السلطة السياسية، والتي يفرضها عادةً الهيكل القوي المسؤول عن الانضباط بالحزب. يكون للآلات السياسية أحيانًا رئيس سياسي، وتعتمد عادةً على المحسوبية، ونظم المحاباة، والتحكم المستتر والروابط السياسية المستديمة داخل بنية الديمقراطية التمثيلية. وتخضع هذه الآلات عادةً لتنظيم دائم، ولا تقتصر على حدث أو انتخابات واحدة فقط. وقد يحمل مصطلح «الآلة السياسية» معنى ازدرائيًا يعبر عن فساد هذه الآلات.
يرجع تاريخ مصطلح «الآلة السياسية» إلى القرن العشرين في الولايات المتحدة حيث تواجد هذا النوع من المنظمات في بعض المحليات والولايات منذ القرن الثامن عشر. وقد وُصِفت آلات مشابهة في أمريكا اللاتينية حيث أُطلِق عليها اسم المحسوبية (clientelism) أو المحسوبية السياسية (وهو الاسم المستمد من علاقة Clientela (وتعني المحسوبية) في الجمهورية الرومانية)، لا سيما في المناطق الريفية، وبعض الدول الإفريقية والنظم الديمقراطية الناشئة أيضًا، مثل دول شرق أوروبا فيما بعد الشيوعية. يوصَف كذلك الحزب الليبرالي الديمقراطي في اليابان بأنه آلة سياسية تحافظ على سلطتها في المناطق الحضرية والريفية عن طريق السيطرة على المكاتب الزراعية ووكالات إنشاء الطرق. وفي اليابان، كلمة jiban (التي تعني حرفيًا «القاعدة» أو «الأساس») هي الكلمة المُستخدَمة للتعبير عن الآلة السياسية.

## التعريف
إن تعريف «الآلة السياسية» في موسوعة بريتانيكا هو كالتالي: «في السياسة الأمريكية، الآلة السياسية هي منظمة حزبية يرأسها رئيس واحد أو مجموعة استبدادية صغيرة تصدر الأوامر للحصول على ما يكفي من الأصوات للحفاظ على سيطرتها السياسية والإدارية على مدينة أو إقليم أو ولاية معينة». أما ويليام سافير، فيُعرِّف «السياسات الآلية» في قاموس سافير السياسي الذي وضعه، بأنها «اختيار المسؤولين وتمرير التشريع عن طريق سلطة منظمة أُنشِئت من أجل العمل السياسي».
يُعَد الهيكل الهرمي والانضباط من العلامات المميزة للآلات السياسية. ووفقًا لسافير، الآلة السياسية "تعني، بوجه عام، التنظيم الصارم". كما كتب إدوارد فلين، القائد الديمقراطي في إقليم برونكس الذي أدار هذه المنطقة من عام 1922 حتى وفاته في عام 1953, "[...] من الحماقة أن يفترض المصوِت الذي يُطلَق عليه "مُستقِل" أن ما يدير الآلة السياسية هو النية الحسنة أو المحسوبية فقط. فهي ليست مجرد آلة، وإنما جيش كامل. وفي المنظمات، شأنها شأن الجيش، لا بد من وجود انضباط.”
والمحسوبية السياسية، رغم ارتباطها بالآلات السياسية، فهي لا تمثل جزءًا محوريًا في تعريف هذه الآلات سواء عند سافير أو في موسوعة بريتانيكا.
ويرى سافير أن العبارة تحمل معنى ضمنيًا سلبيًا «لأنها توحي بأن مصلحة المنظمة تتناقض مع مصلحة عامة الناس». فتتعرض الآلات السياسية للنقد باعتبارها غير ديمقراطية وتشجع حتميًا على الفساد.

## الوظيفة
الآلة السياسية هي منظمة حزبية تجند أعضاءها بمنحهم الحوافظ الملموسة، مثل المال والوظائف السياسية. وتتسم بارتفاع مستوى السلطة القضائية على نشاط الأعضاء.
بدأت «السلطة السياسية» كحملة شعبية للحصول على الدعم اللازم للفوز في الانتخابات المعاصرة. ونظرًا لتمتعها بالدعم القوي، كانت هذه «النوادي» القوة الدافعة الرئيسية وراء اكتساب «الأصوات الحزبية المباشرة» أو جمعها في الدوائر الانتخابية.

## الآلات السياسية في الولايات المتحدة
اُتهِمت المدن الكبيرة في الولايات المتحدة — مثل بوسطن، وشيكاغو، وكليفلاند، وكانزاس سيتي، ونيويورك، وفيلادلفيا، وسانت لويس — باستخدامها الآلات السياسية في أواخر القرن التاسع عشر ومطلع القرن العشرين. ففي أثناء تلك الفترة «شهدت المدن نموًا سريعًا في ظل حكومة عديمة الكفاءة». وعاشت كل مدينة في ظل نظام هرمي يعتلي قمته «رئيس» يتمتع بطاعة قادة الأعمال المحليين، والمسؤولين المنتخَبين، وموظفيهم، ومَن يعلمون كيفية تيسير الأمور. ونتج عن حكم هذه الآلات السياسية مزايا وعيوب على حدٍ سواء.
يصف اللورد برايس الرؤساء السياسيين قائلاً:
"Urban Political Machines"، Digital History، مؤرشف من الأصل في 2022-04-07</ref>}}
وعندما سُئِل جيمس بيندرجاست عما إذا كان رئيسًا أم لا، أجاب ببساطة:
I've been called a boss. All there is to it is having friends, doing things for people, and then later on they'll do things for you... You can't coerce people into doing things for you—you can't make them vote for you. I never coerced anybody in my life. Wherever you see a man bulldozing anybody he don't last long.

تكونت العديد من الآلات في المدن لخدمة المهاجرين إلى الولايات المتحدة في أواخر القرن التاسع عشر الذين نظروا إلى هذه الآلات كوسيلة لمنح حق التصويت السياسي. وساعد أعضاء هذه الآلات في نجاح الانتخابات عن طريق جمع أعداد كبيرة من المصوتين يوم التصويت في الانتخابات. لكن هذا الدعم الذي يقدمه المهاجرون الجدد تراجع بمرور الوقت، حتى بين الأيرلنديين. فكان من مصلحة الآلات الحزبية الحفاظ على الحد الأدنى فقط من الدعم اللازم للفوز. وذلك لأنه عند وصولها للأغلبية ووثوقها في الفوز، تقل حاجتها لتجنيد أعضاء جدد، ما يعني انخفاض توزيع مكافآت المحسوبية بين أعضاء الحزب. ومن ثم، فإن مَن وفدوا إلى أمريكا بعد ذلك، مثل اليهود والإيطاليين وغيرهم من مهاجري دول شرق أوروبا وجنوبها في الفترة ما بين الثمانينيات من القرن التاسع عشر والعقد الثاني من القرن العشرين، قلما حصلوا على أية مكافآت من نظم الآلات السياسية. في الوقت نفسه، كان معظم معارضين الآلات السياسية المتزمتين من الطبقة المتأصلة في المجتمع (البروتستانت الذين يتبعون سياسة تفضيل مواطني البلد على المهاجرين).
أدان كذلك فساد الآلات السياسية المواطنون العاديون. وحققوا إصلاحًا قوميًا بالخدمات المدنية “political machine” have to do with federal civil-service reform or does sentence refer to state civil service?|date=November 2011}} وعملوا على استبدال نظم المحسوبية بالخدمة المدنية. وبحلول فترة حكم تيودور روزفلت، حُشِد الملايين من المواطنين العاديين للتصويت ضد الآلات السياسية في الفترة التقدمية.
في الثلاثينيات من القرن العشرين، كان جيمس ألويسيوس الموزع الرئيسي لنظام المحسوبية بالحزب الديمقراطي بواسطة هيئة البريد وهيئة الأعمال العامة اللتين أممتا في النهاية العديد من مزايا العمل التي كانت تقدمها الآلات السياسية. سمحت كذلك خطة الاتفاق الجديد للآلات بتعيين الأفراد في هيئة الأعمال العامة (WPA) وسلك الخدمة المدنية، الأمر الذي عزز من قوة آلة فارلي للغاية. وكان فارلي يفحص جميع صور المحسوبية، بما في ذلك المواعيد مع الرئيس. وتداعت آلة الاتفاق الجديد بعد أن ترك فارلي منصبه بعد الفترة الثالثة له فيه في عام 1940. وأُلغيت هذه الهيئات في عام 1943 وفقدت الآلات قدرًا كبيرًا من المحسوبية فيها. والمهاجرون، الذين كانوا بؤساء في السابق واستفادوا من آلة فارلي الوطنية، استوعبهم المجتمع وازدهرت أحوالهم، ولم يعودوا بحاجة للمساعدات غير الرسمية وغير القانونية التي تقدمها الآلات السياسية. وفي الأربعينيات، تعرضت معظم الآلات الكبيرة في المدن للانهيار، فيما عدا شيكاغو. وقُضي على إحدى الآلات السياسية المحلية في تينيسي بالقوة فيما عُرِف بمعركة أثينا عام 1946.
ومنذ الستينيات، أعاد بعض المؤرخين تقييم الآلات السياسية، معتبرين إياها فاسدة لكن فعالة في الوقت نفسه. فقد افتقرت للديمقراطية، لكنها كانت سريعة الاستجابة. كما أنها امتلكت القدرة على احتواء طلبات الإنفاق على مصالح خاصة. في كتاب Mayors and Money (عُمَد وأموال)، الذي يقارن بين الحكومة المحلية في شيكاغو ونيويورك، نسب إيستر آر فوكس الفضل للمنظمة الديمقراطية لمقاطعة كوك في منح العمدة ريتشارد جوزيف دايلي السلطة السياسية للتنصل من عقود اتحاد العمال، التي لم يكن بإمكان الحكومة تحملها، وجعل حكومة الدولة تتحمل أعباء التكاليف المرهقة، مثل تكاليف الخدمة الاجتماعية والمحاكم. وفي وصفه لمدينة نيويورك، كتب فوكس «تمتعت نيويورك بالإصلاح، لكنها لم تحظ قط بحكومة جيدة.» لكن في الوقت نفسه، أشار كلٌ من دينيس آر جود وتود سوانستورم في كتابهما City Politics (سياسة المدينة) إلى أن هذا الوضع تزامن عادةً مع عدم توفر بدائل في الفترة الزمنية المحددة. ويواصل دينيس وتود القول بأن ما ذكره فوكس مغالطة، إذ كان هناك بلا شك قادة مناهضون للآلات السياسية ويهدفون للإصلاح خلال تلك الفترة.
أما المجتمعات الأصغر حجمًا، مثل بارما، أوهايو في فترة ما بعد الحرب الباردة تحت رعاية «الرجال الصالحين» التابعين للمدعي العام بيل ميسون؛ وبخاصة في مناطق الجنوب العميق حيث شاعت آلات المدن الصغيرة السياسية نسبيًا، فتشهد أيضًا ما يمكن تصنيفه بأنه آلات سياسية، رغم أن هذه المنظمات لا تملك السلطة أو التأثير الذي تتمتع به شبكات الرؤساء الأكبر حجمًا الموضحة في هذا المقال. على سبيل المثال، كان «حزب كراكر» آلة سياسية للحزب الديمقراطي سيطرت على سياسة المدينة في أوغستا بجورجيا على مدى نصف القرن العشرين.

## كتابات أخرى
- Clifford، Thomas P (1975). The Political Machine: An American Institution. Vantage Press. ISBN:0-533-01374-7.
- Gosnell، Harold Foote (1968). Machine Politics: Chicago Model. University of Chicago Press. ISBN:0-226-30492-2.
- Gosnell، Harold F؛ Merriam، Charles E (2007). Boss Platt and His New York Machine: A Study of the Political Leadership of Thomas C. Platt, Theodore Roosevelt and Others. Lightning Source Inc. ISBN:1-4325-8850-8.
- Kurland، Gerald (1972). Political Machine: What It Is, How It Works. Story House Corp. ISBN:0-686-07238-3.
- Mushkat، Jerome (1971). Tammany; the Evolution of a Political Machine, 1789-1865. Syracuse University Press. ISBN:0-8156-0079-8.
- Sachs، Paul Martin (1974). The Donegal Mafia: An Irish Political Machine. University of California. ISBN:0-300-02020-1.
- Schlesinger، Jacob M. (1999). Shadow Shoguns: The Rise and Fall of Japan's Postwar Political Machine. Stanford University Press. ISBN:0-8047-3457-7.
- Tuckel، P.؛ Maisel، R. (2008). "Nativity Status and Voter Turnout in Early Twentieth-Century Urban United States". Historical Methods. ج. 41 ع. 2: 99–107.